# Jan I van Ponthieu
Jan I van Ponthieu (circa 1141 - 30 juni 1191) was van 1147 tot aan zijn dood graaf van Ponthieu. Hij behoorde tot het huis Bellême-Montgommery.

## Levensloop
Jan I was een zoon van graaf Gwijde II van Ponthieu en diens echtgenote Ida. Na de dood van zijn vader in 1147 werd hij graaf van Ponthieu.
Jan schonk een deel van zijn bossen aan de leprozerie in Abbeville. Als graaf van Ponthieu nam hij een wapen aan dat leek op dat van de hertogen van Bourgondië, met wie hij via zijn grootmoeder langs vaderskant verwant was.
Kort na zijn regeringsaantrede begon Jan een vete met heer Bernard III van Saint-Valery om het bezit van Le Crotoy, Domart, Berneuil en Bernaville. Na verschillende vijandigheden besliste koning Lodewijk VII van Frankrijk dat het conflict per duel geregeld zou worden. Nog voor dit duel plaatsvond kwamen beide partijen in mei 1150 tot een akkoord: Le Crotoy ging naar het graafschap Ponthieu, terwijl Domart, Berneuil en Bernaville in het bezit kwamen van de heer van Saint-Valery.
In 1166 stemde Jan I van Ponthieu in met de cessie die zijn grootvader aan koning Hendrik II van Engeland had gedaan om Normandische en Engelse garnizoenen te stationeren in de kastelen van Alençon en La Roche-Mabile. In 1168 weigerde hij echter de toegang van Engelse troepen in zijn gebied, toen koning Hendrik II van Engeland in oorlog was met Lodewijk VII. Als vergelding liet Hendrik II meerdere bezittingen van Jan van Ponthieu platbranden, zoals Vimeu. In 1173 steunde hij de opstand van de Engelse prins Hendrik de Jongere tegen diens vader Hendrik II.
Op 9 juni 1184 schonk Jan het gemeenterecht aan de inwoners van Abbeville, waar zijn grootvader reeds in 1130 akkoord mee was gegaan.
Tijdens de Derde Kruistocht vertrok Jan I in 1190 samen met koning Filips II van Frankrijk naar het Heilige Land. In juni 1191 stierf hij tijdens het Beleg van Akko. Jan werd bijgezet in de Abdij van Saint-Josse-aux-Bois.

## Huwelijken en nakomelingen
Jan I trad driemaal in het huwelijk: eerst met ene Mahaut en daarna met Laura, dochter van heer Bernard III van Saint-Valery. Nadat hij zich liet scheiden van zijn tweede echtgenote huwde hij met Beatrix, dochter van graaf Anselm van Saint-Pol.
Zijn eerste twee huwelijken bleven kinderloos en met zijn derde echtgenote Beatrix kreeg hij volgende kinderen:
- Willem II (1178-1221), graaf van Ponthieu
- Adela, huwde met heer Thomas van Saint-Valery
- Margaretha, huwde met heer Engelram van Picquigny
- Helena, huwde met Willem van Estouteville

## Voorouders
| Voorouders van Jan I van Ponthieu (1141-1191) | Voorouders van Jan I van Ponthieu (1141-1191)                         | Voorouders van Jan I van Ponthieu (1141-1191)                         | Voorouders van Jan I van Ponthieu (1141-1191)                         | Voorouders van Jan I van Ponthieu (1141-1191)                         | Voorouders van Jan I van Ponthieu (1141-1191) | Voorouders van Jan I van Ponthieu (1141-1191) | Voorouders van Jan I van Ponthieu (1141-1191) | Voorouders van Jan I van Ponthieu (1141-1191) |
| --------------------------------------------- | --------------------------------------------------------------------- | --------------------------------------------------------------------- | --------------------------------------------------------------------- | --------------------------------------------------------------------- | --------------------------------------------- | --------------------------------------------- | --------------------------------------------- | --------------------------------------------- |
| Overgrootouders                               | Robert II van Bellême (1052-1130) ∞ Agnes van Ponthieu (-1105)        | Robert II van Bellême (1052-1130) ∞ Agnes van Ponthieu (-1105)        | Odo I van Bourgondië (1060-1102) ∞ Sibylla van Bourgondië (1065-1101) | Odo I van Bourgondië (1060-1102) ∞ Sibylla van Bourgondië (1065-1101) | ? (-) ∞ ? (-)                                 | ? (-) ∞ ? (-)                                 | ? (-) ∞ ? (-)                                 | ? (-) ∞ ? (-)                                 |
| Grootouders                                   | Willem I van Ponthieu (1095-1171) ∞ Helena van Bourgondië (1080-1141) | Willem I van Ponthieu (1095-1171) ∞ Helena van Bourgondië (1080-1141) | Willem I van Ponthieu (1095-1171) ∞ Helena van Bourgondië (1080-1141) | Willem I van Ponthieu (1095-1171) ∞ Helena van Bourgondië (1080-1141) | ? (-) ∞ ? (-)                                 | ? (-) ∞ ? (-)                                 | ? (-) ∞ ? (-)                                 | ? (-) ∞ ? (-)                                 |
| Ouders                                        | Gwijde II van Ponthieu (-1147) ∞ Ida (-)                              | Gwijde II van Ponthieu (-1147) ∞ Ida (-)                              | Gwijde II van Ponthieu (-1147) ∞ Ida (-)                              | Gwijde II van Ponthieu (-1147) ∞ Ida (-)                              | Gwijde II van Ponthieu (-1147) ∞ Ida (-)      | Gwijde II van Ponthieu (-1147) ∞ Ida (-)      | Gwijde II van Ponthieu (-1147) ∞ Ida (-)      | Gwijde II van Ponthieu (-1147) ∞ Ida (-)      |